# West Sullivan
West Sullivan – wieś w Stanach Zjednoczonych, w stanie Missouri, w hrabstwie Crawford.